# Aston Martin DBS GT Zagato
Aston Martin DBS GT Zagato – samochód sportowy klasy wyższej wyprodukowany pod brytyjską marką Aston Martin w 2020 roku.

## Historia i opis modelu

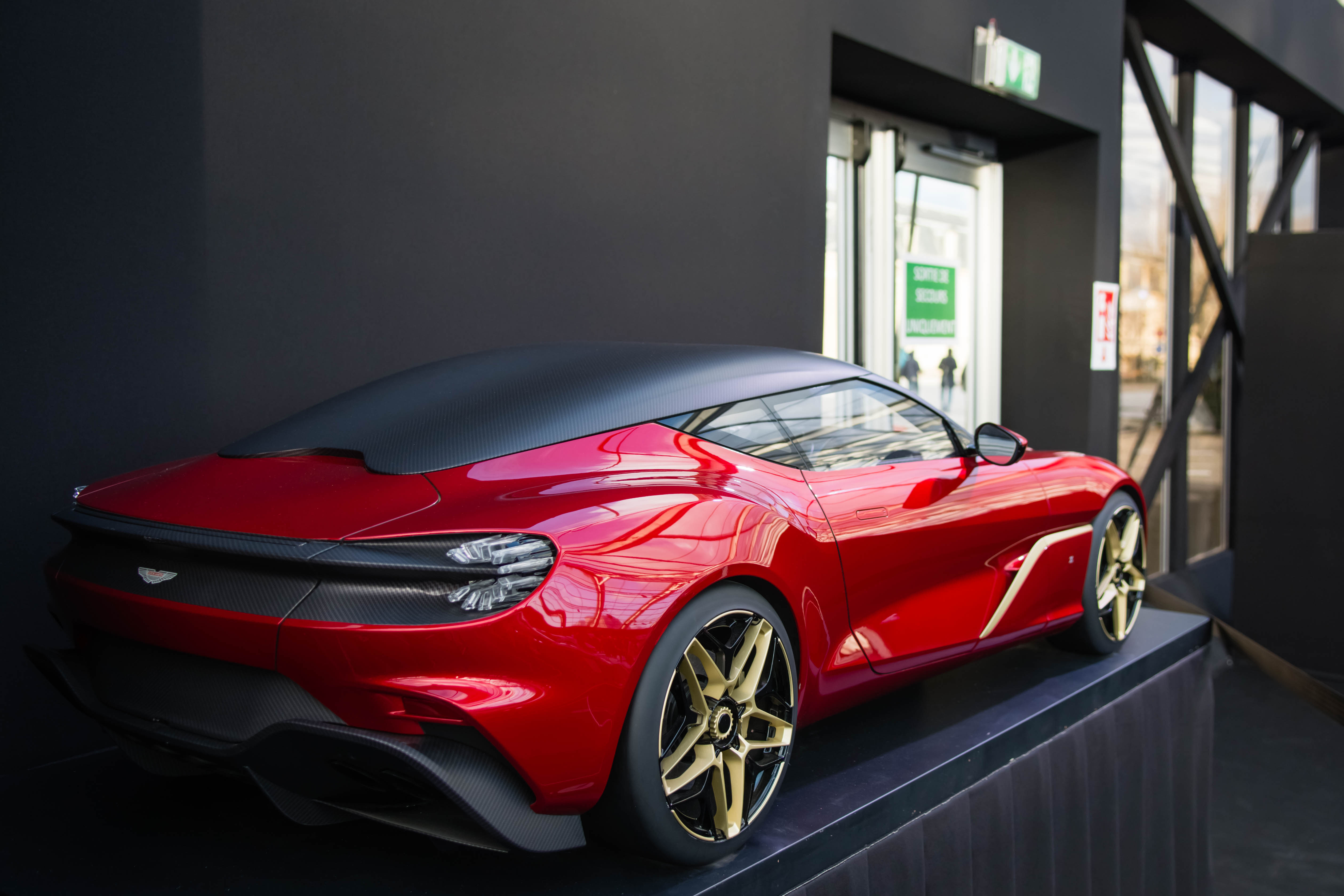
Aston Martin DBS GT Zagato - tył

Jesienią 2019 roku Aston Martin przedstawił nowy specjalnie limitowany model DBS GT Zagato, zgodnie z nazwą zbudowany w ścisłej współpracy z włoskim studiem projektowym Zagato. Za bazę posłużył seryjnie produkowany model DBS Superleggera, w stosunku do którego limitowany model zyskał unikalny projekt nadwozia. 
Charakterystycznymi cechami wizualnymi stała się nisko opadająca linia dachu, więsze reflektory, a także znacznie większy, typowe dla modeli Aston Martina, trapezoidalny wlot powietrza dominujący pas przedni. Samochód powstał jako inspiracja i nowożytna interpretacja klasycznego modelu DB4 GT Zagato z lat 60. XX wieku, nawiązując do niego sylwetką i kształtami nadwozia. Producent udostępnił nabywcom szeroki zakres dostępnych lakierów nadwozia, z czego pierwszy egzemplarz pomalowany został intensywną czerwienią Supernova Red wzbogaconą złotymi akcentami obecnymi zarówno w panelach nadwozia, jak i alufelgach.
DBS GT Zagato napędzane jest przez podwójnie turbodoładowany 5,2 litrowy silnik typu V12 współdzielony z pokrewnym modelem DBS Superleggera, wyróżniając się jednak zwiększoną mocą 760 KM. Przenosząca moc na tylną oś jednostka współpracująca z 8-biegową automatyczną przekładnią rozpędza się maksymalnie do 340 km/h, osiągając 100 km/h po 3,4 sekundy. 

### Sprzedaż
DBS GT Zagato jest samochodem o ściśle limitowanym charakterze. W 2020 roku Aston Martin zbudował pulę ograniczoną do 19 egzemplarzy, z czego cena za każdy z nich wyniosła równowartość 30 milionów złotych, będąc przez to najdroższym samochodem dotychczas zbudowanym przez brytyjską firmę.

### Silnik
- V12 5.2l Biturbo 760 KM